# Aeroportul Internațional Abu Dhabi
Aeroportul Internațional Abu Dhabi (IATA: AUH, ICAO: OMAA) este un aeroport din Abu Dhabi, Abu Dhabi, Emiratele Arabe Unite ce deservește zona Abu Dhabi. Aeroportul a fost tranzitat în 2023 de 22.935.316 pasageri. A fost deschis în 1982 și numit după zona deservită.
Situat la o altitudine de 27 m, aeroportul dispune de 2 piste și ocupă o suprafață de 17.000.000 m². Este operat de Abu Dhabi Airports⁠(d).

## Infrastructură

### Piste
Aeroportul dispune de 2 piste. Pista 13R/31L are suprafața de asfalt și dimensiunile 4.106 m × 60 m. Pista 13L/31R are suprafața de asfalt și dimensiunile 4.100 m × 60 m. 

### Terminale
Aerogara are în componență 2 terminale, Abu Dhabi International Airport Runway 13R/31L⁠(d) și Abu Dhabi International Airport Runway 13L/31R⁠(d).